# جوانا شتاين
جوانا شتاين هي كاتبة سيناريو وممثلة كندية، ولدت في 10 أكتوبر 1967 في وينيبيغ في كندا.

## وصلات خارجية
- الموقع الرسمي
- جوانا شتاين على موقع IMDb (الإنجليزية)
- جوانا شتاين على موقع قاعدة بيانات الفيلم (الإنجليزية)